# Iraj Bastami
Iraj Bastami (en persa: ایرج بسطامی) (Bam, 22 de novembre de 1957 - Bam, 26 de desembre de 2003) fou un músic clàssic i vocalista iranià. Va morir el 26 de desembre de 2003 al terratrèmol de Bam.

## Discografia

### Àlbums d'estudi
Alguns de les seves feines conegudes inclouen:
- Vatan-e Man
- Moseme Gol
- Raghse Ashofteh
- Fasaneh